# Xiao Guodong
Dans ce nom chinois, le nom de famille, Xiao, précède le nom personnel Guodong.

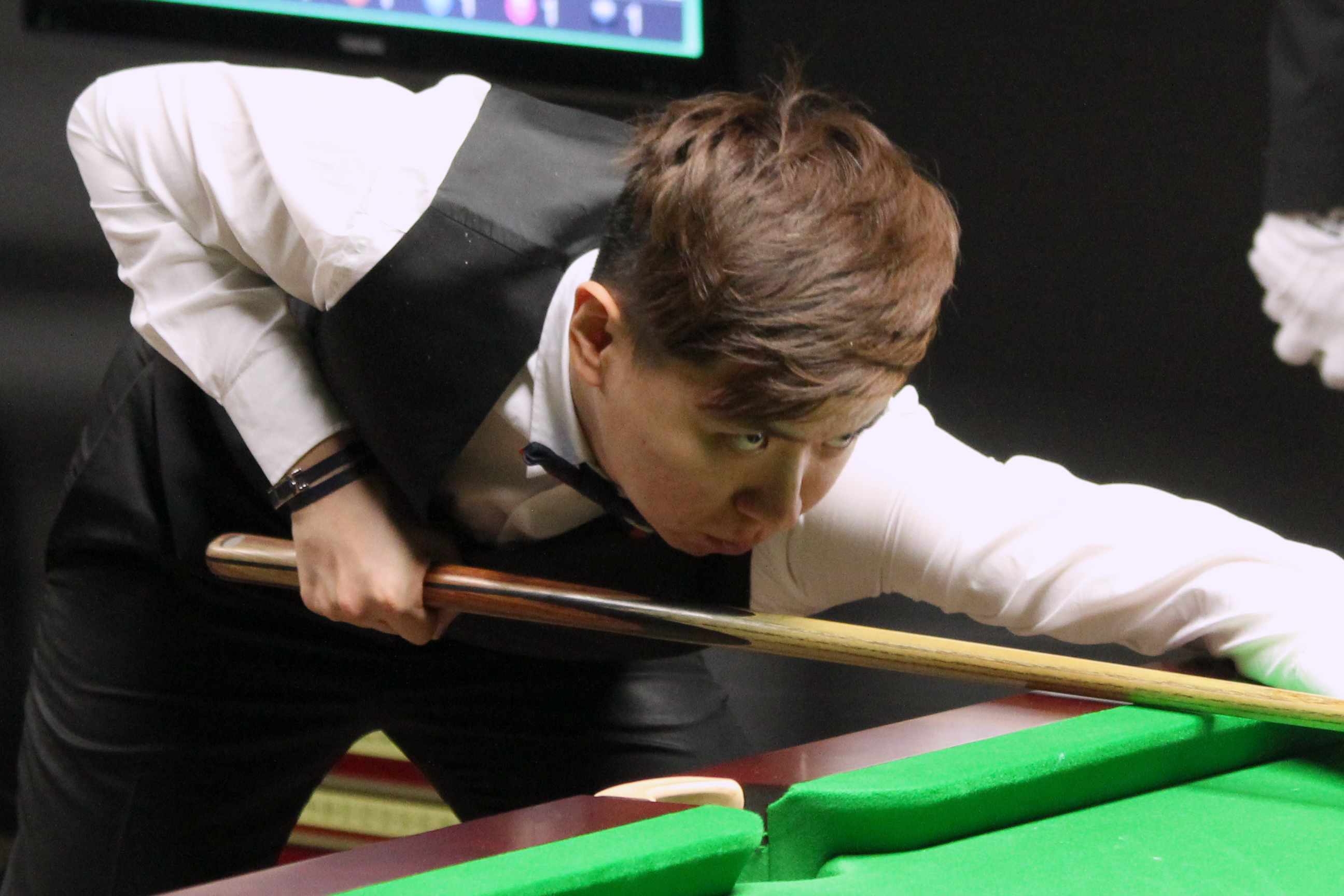
Xiao Guodong en 2016.

Xiao Guodong (mandarin : 肖国栋 ; pinyin : Xiāo Guódòng), né le 10 février 1989 à Chongqing, dans la province du Sichuan, est un joueur de snooker chinois, professionnel depuis 2007.
Vainqueur du championnat d'Asie des moins de 21 ans en 2007, Xiao gravit rapidement le classement mondial entre 2011 et 2013. Il réalise sa meilleure performance en tournoi classé au Masters de Shanghai 2013 où il se qualifie pour la finale. Malgré de la résistance, il est battu sur le score de 10-6, par Ding Junhui.
Il doit attendre 2024 pour s'adjuger un premier titre de classement, lors de l'Open de Wuhan, de nouveau dans une finale entre joueurs chinois, contre Si Jiahui, cette fois.
En 2025, il remporte les jeux mondiaux.

## Carrière

### Débuts sur le circuit professionnel (2007-2012)
Passé professionnel à l'âge de 18 ans grâce à son titre de champion d'Asie des moins de 21 ans, Xiao fait sa première apparition sur le circuit en tant que joueur invité à l'Open de Chine 2007. Il bat le no 50 mondial de l'époque, Tom Ford pour intégrer le tableau principal, mais est battu par Matthew Stevens au premier tour (5-0). Ce tournoi réussit bien à Xiao qui fait à nouveau parler de lui en 2009. Il remporte son match de qualification contre Michael Holt, puis une nouvelle victoire de prestige contre son compatriote Ding Junhui. Au deuxième tour, il donne du fil à retordre à Ronnie O'Sullivan. L'Anglais est cependant trop fort pour le jeune chinois, qui s'incline (5-3).
Au cours de la saison 2011-2012, Xiao, qui débute au 74e rang mondial, ne parvient pas à se qualifier pour le tableau final d'un seul tournoi classé. Toutefois, il brille dans les tournois du championnat du circuit des joueurs, dont le format court des matchs favorise les joueurs moins expérimentés. Avec deux quarts de finale et une demi-finale, il prend la 18e place du classement général, qui lui assure sa qualification pour la phase finale. Ce rendez-vous est le plus important de la saison pour Xiao qui, en dépit d'un os cassé à la main, refuse de déclarer forfait contre l'avis médical. La douleur ne l'empêche pas de réaliser un exploit contre Dominic Dale, puis contre le vainqueur du championnat du Royaume-Uni, Judd Trump (victoires 4-2). Son parcours s'arrête en quarts de finale, contre Andrew Higginson. Ce résultat le propulse à la 41e place du classement mondial.

### Révélation (2013-2015)
Xiao bénéficie du développement du championnat du circuit des joueurs en Asie, qui lui permet de disputer des tournois en Chine. C'est ainsi qu'il se qualifie pour le tableau final en prenant la huitième et dernière place qualificative du classement asiatique. Il est de nouveau en quarts de finale du tournoi final du championnat du circuit des joueurs 2012-2013 à Galway (victoires sur Graeme Dott et Alfie Burden), mais il ne dépasse pas ce stade, battu par l'Australien Neil Robertson. Les résultats des deux dernières saisons cumulées, Xiao pointe au 37e rang mondial.
Grâce à un bon début de saison 2013-2014, Xiao se présente au Masters de Shanghai 2013 en confiance. Trois victoires en qualifications lui permettent de rejoindre Stephen Maguire, tête de série no 6 au premier tour. Bien aidé par une mauvaise performance de l'Écossais, Xiao l'emporte (5-2), et enchaîne en battant Peter Lines et Mark Davis. En demi-finale, il retrouve Michael Holt, vainqueur de Judd Trump au premier tour. Les deux joueurs font jeu égal jusqu'à 3-3, mais Xiao se révèle plein de maîtrise et empoche les trois dernières manches grâce en partie à deux centuries de 111 et 127. Il retrouve en finale Ding Junhui, pour la première finale 100% chinoise de l'histoire du snooker dans un tournoi de cette importance. Il y est cependant dominé par 10 manches à 6. L'année suivante est tout aussi réussie puisque Xiao atteint la demi-finale de l'Open d'Australie, éliminant au passage le 12e joueur mondial, Matthew Stevens, avant d'être battu par l'Anglais Judd Trump, sur le score de 6-3. C'est également en 2014 que Xiao perce dans le top 32 du classement mondial pour la première fois de sa vie.
En 2015, Xiao atteint la finale du Snooker Shoot-Out, un tournoi non classé. L'action se déroule sur une manche de dix minutes et le voit opposé à Michael White. White est le premier à prendre le jeu à son compte, mais finit par manquer, permettant à Xiao de refaire son retard et même de prendre les commandes de la partie. Lors des dernières 30 secondes du match, Xiao rend la main à White qui ne la lâche plus et s'impose avec seulement neuf points d'avance.

### Stagnation (2016-2023)
Deux ans plus tard, le tournoi devient classé. Xiao y prend part et parvient à se hisser jusqu'en finale, disputant sa deuxième finale sur un tournoi de classement. Il affronte le joueur écossais, Anthony McGill et s'incline. C'est également en 2017 que Xiao se qualifie au championnat du monde pour la deuxième fois après 2014. Il affronte le Gallois Ryan Day au premier tour et s'impose assez facilement, remportant ainsi son premier match dans le tableau principal du championnat du monde. Xiao s'incline néanmoins au tour suivant face au no 1 mondial, Mark Selby, futur vainqueur du tournoi. Au Grand Prix mondial de 2019, il élimine Neil Robertson au premier tour et remporte ensuite trois matchs pour se qualifier en demi-finales, où il retrouve Ali Carter qui le balaye par 6 manches à 0. La saison suivante, Xiao se montre moins performant, et perd un peu de vitesse au classement. En toute fin de saison, il parvient tout de même à rejoindre une nouvelle demi-finale en tournoi, à l'Open de Gibraltar. Bien qu'en maîtrise contre Trump, il est battu par 4-3.
Xiao continue de se maintenir au sein des trente meilleurs joueurs de snooker du monde, en partie grâce à un quart de finale à l'Open de Gibraltar, et aussi un huitième de finale au championnat du Royaume-Uni. La saison suivante, aux qualifications de l'Open d'Écosse, il réussit le premier 147 de sa carrière. Néanmoins, ses résultats sont nettement moins convaincants. Il lui faut trois ans avant de reproduire cette performance, cette fois lors de l'Open de Grande-Bretagne où il finit par être corrigé par Mark Selby (6-0). 

### Premier titre classé (depuis 2024)
Le 12 octobre 2024, à la surprise générale, Xiao remporte son premier titre de classement lors de l'Open de Wuhan, onze ans après sa première finale et sept années après sa deuxième. Son parcours est ponctué de victoires contre Kyren Wilson, champion du monde en titre et Shaun Murphy, détenteur de la triple couronne,. Ce succès lui permet d'atteindre la 14e place mondiale, son meilleur classement en carrière. Tout juste un mois après ce succès, Guodong confirme avec une demi-finale au championnat international. Battu par Chris Wakelin en manche décisive, il ne se satisfait pas de ce résultat. Sa forme se poursuit ensuite au tournoi des champions, auquel il participe pour la première fois de sa carrière. Fort de ses récents succès, Xiao parvient à rallier la finale de l'épreuve en dominant successivement Ronnie O'Sullivan, Mark Selby et Mark Allen,. Mark Williams met cependant fin à ses espoirs de titre. Il termine l'année 2024 par une demi-finale à l'Open d'Écosse, où il quitte l'arène non sans regrets, battu par son compatriote Wu Yize. Xiao dispute sa cinquième demi-finale de la saison en début d'année 2025, au Masters d'Allemagne. Cette fois, Kyren ne lui laisse aucune chance et le domine sur le score de 6-2.
En août 2025, Xiao choisit de renoncer au richement doté Masters d'Arabie au profit des Jeux mondiaux, où il décroche la médaille d'or en individuel.

## Palmarès

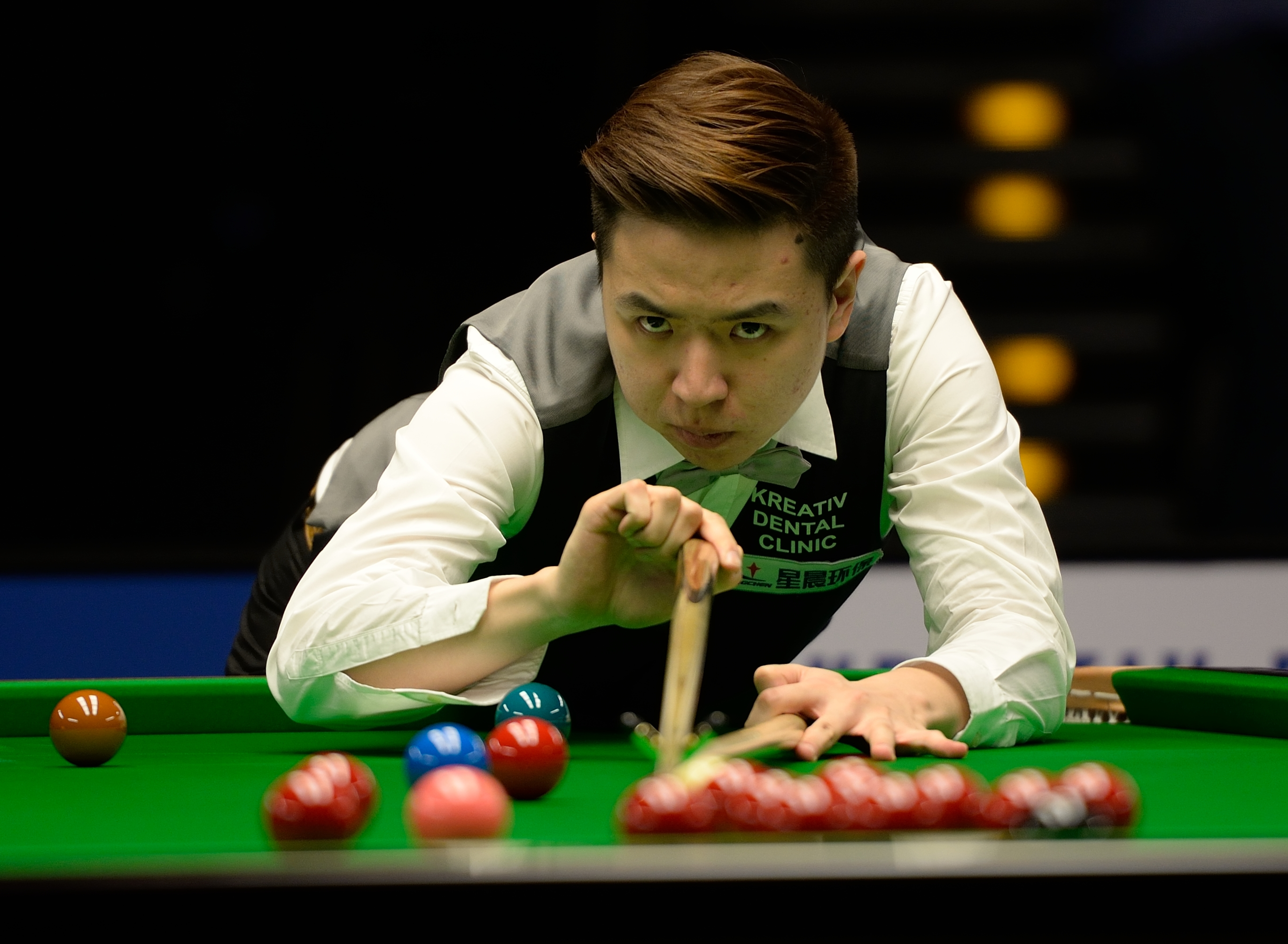
Xiao, jouant avec le reposoir.

| Légende | Catégorie                      | Titres                         | Finales                        |
|         | Tournois classés               | 1                              | 2                              |
|         | Tournois non classés           | 0                              | 2                              |
|         | Tournois alternatifs           | 2                              | 0                              |
|         | Tournois en équipes            | 0                              | 1                              |
|         | Tournois pro-am                | 3                              | 0                              |
|         | Tournois amateurs              | 3                              | 0                              |
| Gras    | Tournois de la triple couronne | Tournois de la triple couronne | Tournois de la triple couronne |

### Titres

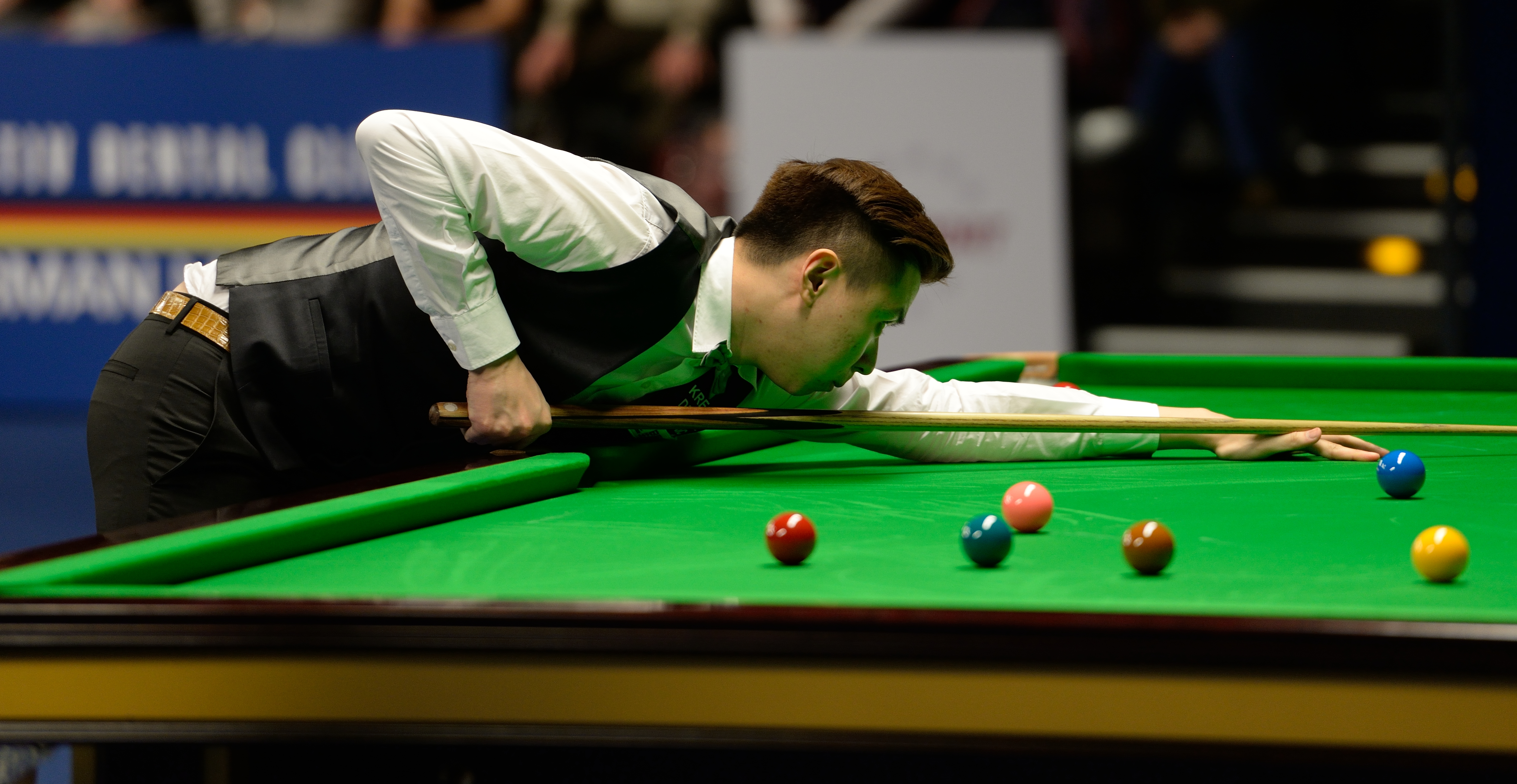
Xiao Guodong (2015).

| Saison    | Nom du tournoi                                     | Lieu      | Finaliste             | Score | Tableau |
| 2007      | Champion d'Asie des moins de 21 ans                | Doha      | Chinnakrit Yoawansiri | 6-2   |         |
| 2008-2009 | Open d'Angleterre Paul Hunter                      |           | Ben Woollaston        | 6-2   |         |
| 2008-2009 | Séries internationales Pontins (épreuve 2)         | Prestatyn | Noppadol Sangnil      | 6-5   |         |
| 2008-2009 | Séries internationales Pontins (épreuve 6)         | Prestatyn | Jack Lisowski         | 6-0   |         |
| 2009-2010 | Jeux asiatiques en salle (à six billes rouges)     | Hanoï     | Liang Wenbo           | 5-2   |         |
| 2011-2012 | Finale du circuit national chinois                 |           | Chen Feilong          | 5-0   |         |
| 2013-2014 | Jeux asiatiques en salle (à six billes rouges) (2) | Incheon   | Amir Sarkhosh         | 5-4   |         |
| 2024-2025 | Open de Wuhan                                      | Wuhan     | Si Jiahui             | 10-7  | Tableau |
| 2025-2026 | Jeux mondiaux                                      | Chengdu   | Michael Georgiou      | 2–1   | Tableau |

### Finales
| Saison    | Nom du tournoi           | Lieu     | Finaliste      | Score | Tableau |
| 2007-2008 | Jeux asiatiques en salle | Macao    | Hong Kong      | 0-3   |         |
| 2013-2014 | Masters de Shanghai      | Shanghai | Ding Junhui    | 6-10  | Tableau |
| 2014-2015 | Snooker Shoot-Out        | Reading  | Michael White  | 0-1   | Tableau |
| 2016-2017 | Snooker Shoot-Out        | Watford  | Anthony McGill | 0-1   | Tableau |
| 2024-2025 | Champion des champions   | Bolton   | Mark Williams  | 6-10  | Tableau |